# Acrocercops angelica
Acrocercops angelica là một loài bướm đêm thuộc họ Gracillariidae. Nó được tìm thấy ở Seychelles.
Ấu trùng ăn Calophyllum inophyllum, Hibiscus abelmoschus và Krukoviella obovata. Chúng có thể ăn lá nơi chúng làm tổ.